# ۳۶۱ (قمری)
۳۶۱ (قمری)، سیصد و شصت و یکمین سال در گاهشماری هجری قمری است. اول محرم این سال برابر با بیست و نهم اکتبر سال ۹۷۱ میلادی است.